# مشرحة

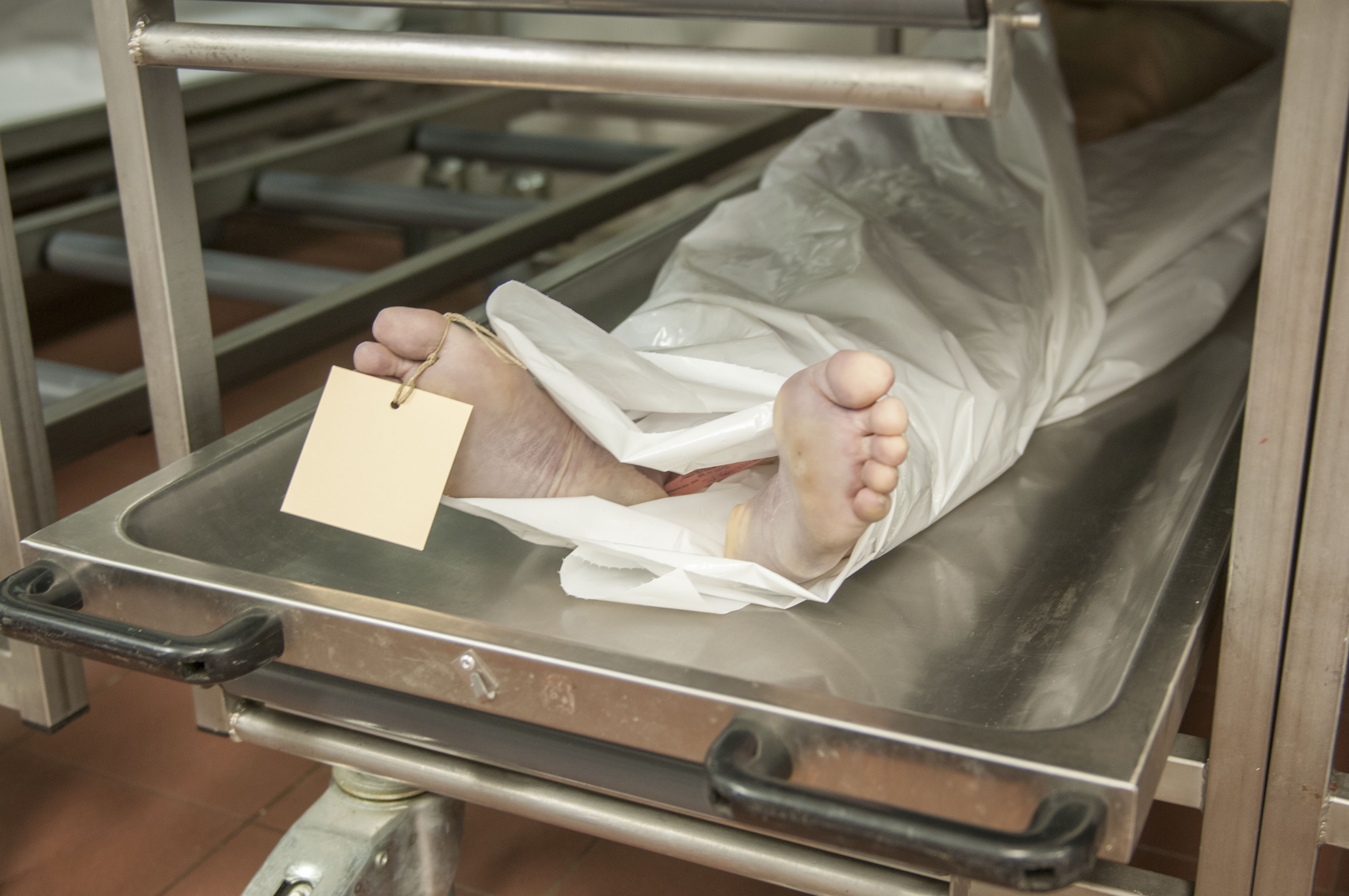
صورة مقربة لجثة في مشرحة مستشفى شاريتيه.

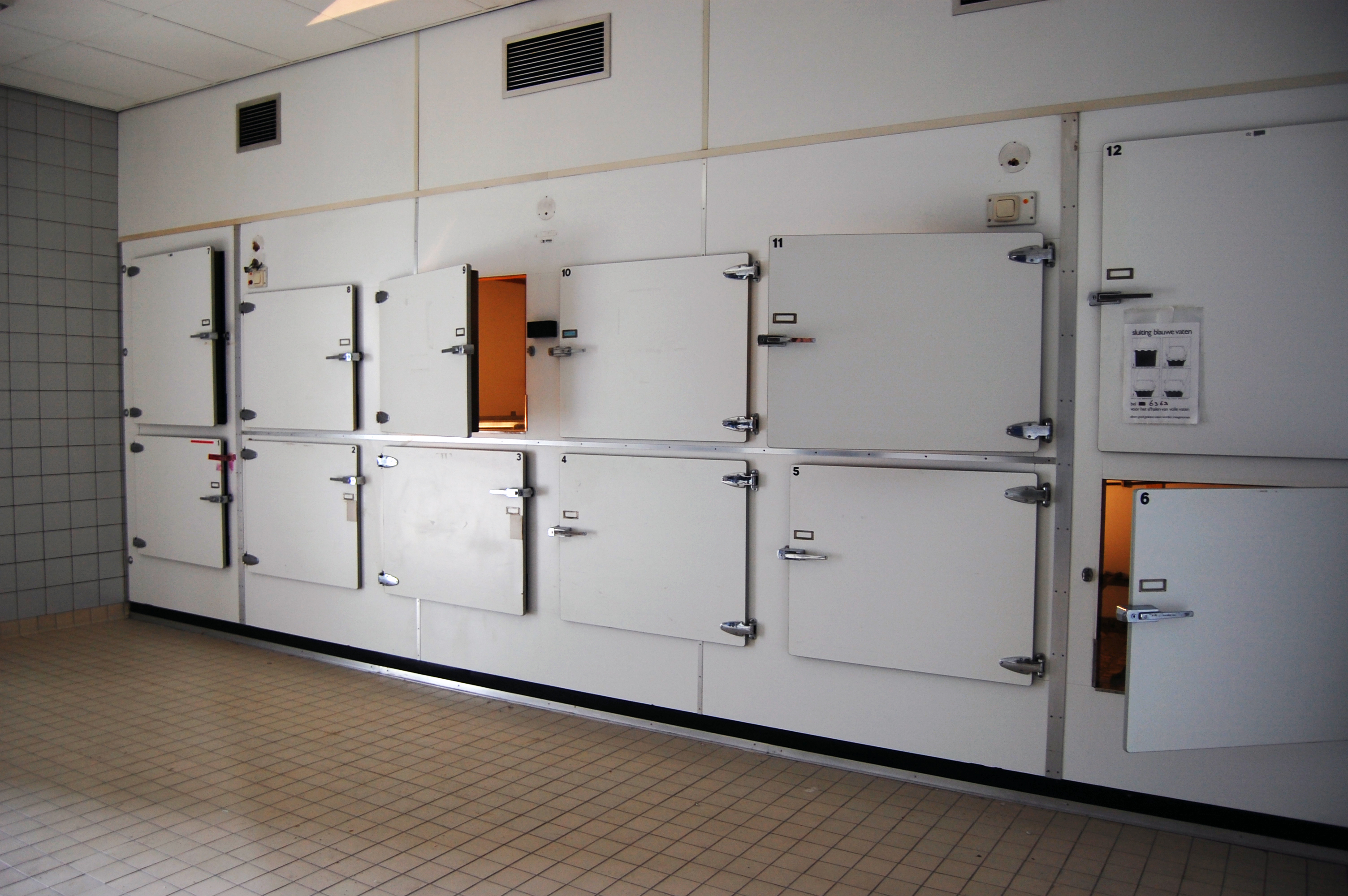
منظر داخلي لمشرحة مهجورة في ديفينتر، هولندا

مستودع الجثث هو مكان مخصص لجثث الموتى. وقد يسمى مشرحة إذا كان موضع مخصص للتعامل مع الجثث من حيث التشريح. وهي عبارة عن مكان يمارس فيه الطب الشرعي. 

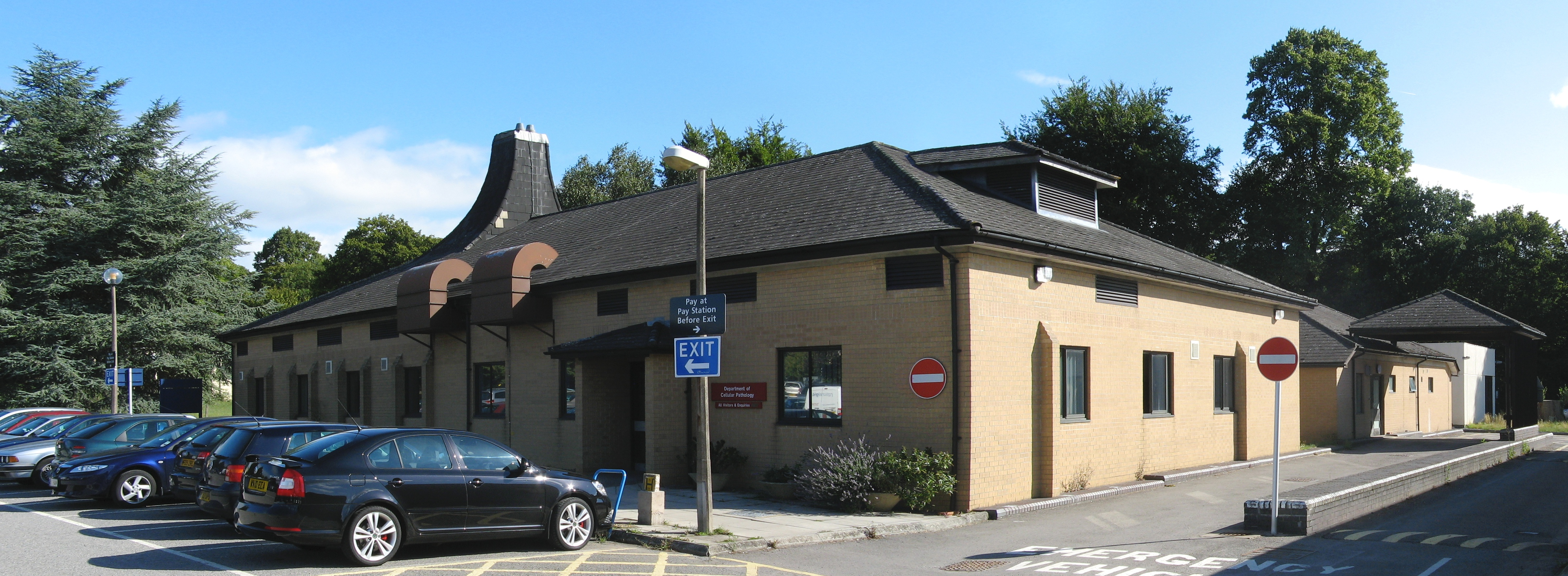
مشرحة لأحدى المستشفيات ملحق معها مختبر لعلم الأمراض السريري في باث بإنجلترا.

## أنوع المشارح

### مشارِح ذات درجة حرارة فوق الصفر
يتم حفظ الجثث في هذا النوع من المشارِح بين 2 و 4 درجات مئوية، ويستحسن أن يكون جدار المشرحة عازلَا وسُمك لا يقل عن 80 ملم. تستخدم هذه المشارِح عادة لحفظ الجثث لمدة تصل إلى عدة أسابيع، إلا أنها لا تمنع التحلل، الذي يستمر بمعدل أبطأ مما هو عليه في درجة حرارة الغرفة.

### مشارِح ذات درجة حرارة تحت الصفر
تسمى أيضًا ثلاجة الموتى، في هذا النوع يتم الاحتفاظ بالجثث عند درجة حرارة تتراوح بين 10- و 50- درجة مئوية. يتستخدم عادة في معاهد الطب الشرعي، خاصة عندما لا يتم التعرف على الجثة. عند درجات الحرارة هذه، تتجمد الجثة بشكل كامل ويتوقف التحلل تمامًا.